# Selo RISCO
Selo Risco, estilizado selo RISCO, é um selo fonográfico brasileiro criado em 2013 em São Paulo.

## História

### 2013–2019: Fundação e primeiros anos
Fundado em 2013, por Gui Jesus Toledo e Guilherme Giraldi, o selo RISCO nasceu como um coletivo de bandas paulistanas da cena independente. Grupos musicais como O Terno, Charlie e os Marretas, Memórias de um Caramujo, Luiza Lian, Grand Bazaar e Caio Falcão fazem parte desse começo do selo.
O primeiro projeto do selo foi a prensagem em vinil dos trabalhos desses artistas. A ação logo repercutiu na mídia impressa e especializada, ganhando destaque em reportagens veiculadas na Folha de S.Paulo, na revista Brasileiros e no jornal britânico The Guardian.
No ano seguinte, o RISCO avançou com cinco novos lançamentos: dois LP's d'O Terno ("66" e o seu segundo álbum, homônimo); o compacto "Tic Tac", também da banda; o primeiro álbum da banda Charlie e os Marretas; e "Cheio de Gente", do grupo Memórias de um Caramujo. Em 2015 lançou dois novos artistas: A cantora e compositora Luiza Lian e Caio Falcão e trouxe dois novos grupos, a banda Mustache e os Apaches, com o seu segundo álbum, "Time is Monkey", e o grupo Música de Selvagem. Já no campo da gestão, o selo também ganha um novo impulso com a entrada de João Bagdadi como sócio.
Em 2016, o selo viveu mais um momento de intensificação das ações, com cinco novos álbuns e um projeto especial lançados, além do ingresso de um artista em seu elenco. Entre os lançamentos, o segundo álbum da banda Grand Bazaar; o primeiro do grupo Música de Selvagem; o álbum "Melhor do que Parece", do power trio O Terno; "Morro do Chapéu", da banda Charlie e os Marretas; e "Projeções", álbum de estreia de Pedro Pastoriz, que passou a integrar o selo.
O primeiro álbum original produzido pelo selo, que ganhou o nome de RISCO #01, veio ao mundo no mesmo ano, na forma de um projeto especial. Gravado e mixado no Red Bull Studio SP, o álbum contou com a participação das oito bandas que compunham o elenco do selo e que toparam abraçar o desafio de criar releituras de faixas já gravadas por outros artistas do RISCO. Além das releituras, o álbum incluiu uma canção totalmente inédita “Saudade dos meus velhos amigos” (Gabriel Milliet – Grand Bazaar, Memórias de um Caramujo), que contou com a participação de um time formado por músicos de várias bandas do selo.
Em 2018, a banda Quartabê firmou sua parceria com o selo RISCO, por meio da qual lançou o álbum Lição #2: Dorival em colaboração com a Natura Musical.
Em agosto de 2019, a banda cearense Jonnata Doll & Os Garotos Solventes, lançou o álbum Alienígena pelo selo RISCO, ocasião que marcou a formalização da parceria entre a banda e o selo.

### 2021–atualmente: Nova expansão artística
A partir de 2021, o selo RISCO iniciou uma nova fase de ampliação de seu catálogo, consolidando parcerias nacionais e internacionais. Nessa etapa, o selo ampliou sua aposta no fonograma, integrando novos artistas e reforçando sua linha de trabalho que privilegia a mensagem e a estética.
Dentre os nomes incorporados nessa fase, destacam-se Ana Frango Elétrico, Sophia Chablau e Uma Enorme Perda de Tempo, Maria Beraldo, Giovani Cidreira e Mustache e os Apaches. Além disso, o selo estabeleceu acordos com selos estrangeiros—como Mr Bongo e Think! Records—o que viabilizou a participação de artistas internacionais e a disseminação de suas produções fora do Brasil.
Em janeiro de 2025, a cantora baiana, Jadsa, assinou contrato com o selo RISCO. Essa parceria foi anunciada junto ao anúncio de sua turnê europeia, que incluirá apresentações em cidades portuguesas como Guimarães, Esposende, Porto e Lisboa.
Em março de 2025, Arnaldo Antunes lançou o álbum Novo Mundo pelo selo RISCO.

## Artistas
- Jadsa
- Arnaldo Antunes
- Quartabê
- Maria Beraldo
- Luiza Lian
- Ana Frango Elétrico
- Sophia Chablau e Uma Enorme Perda de Tempo
- O Terno
- Sessa
- Chico Bernardes
- Mariá Portugal
- Jonnata Doll & Os Garotos Solventes
- Giovani Cidreira
- Diogo Strausz
- Música de Selvagem
- Pedro Pastoriz
- Giovani Cidreira + Mahal Pita
- Vovô Bebê
- Jonas Sá
- Caio Falcão
- Grand Bazaar
- Mawu
- Mari Romano
- Charlie e os Marretas
- Memórias de um Caramujo
- Mustache e os Apaches
- Sophia Chablau e Felipe Vaqueiro